# Маэль Рува
Маэль Рува (др.‑ирл. Máel Ruba), или Маэльруба (Máelrubai), позднее Маоль Руба (Maol Rubha, Maolrubha, шотландское правописание), или Мальруба (Malruibhe), иногда латинизируемый как Руф (Rufus); 642, Бангор — 722) — святой игумен кельтской церкви. День памяти — 21 апреля.
Основал монастырское сообщество Аплкросс (др.‑ирл. Apor Crossan) в Россе на территории нынешней области Хайленд в Шотландии. Из раннехристианских монастырей на территории сегодняшней Шотландии история Аплкросса засвидетельствована лучше всего.

## Житие
Маэль Рува происходил из семьи Ниалла, короля Ирландии, по линии своего отца Элганаха (Elganach). Его мать, Субтан (Subtan) была племянницей св. Комгалла Бангорского (+ 597 или 602) и также почиталась как святая (в один день с сыном). Маэль Рува родился в районе Дерри и получил образование в Бангоре. В 671 г., когда ему было тридцать, он отправился из Ирландии в Шотландию с группой монахов.
В течение двух лет он странствовал, главным образом в районе Аргайла (Argyll), возможно, основывая некоторые из многочисленных церквей, освящённых в его честь. Затем он поселился в местечке Апор Кросан, иначе Аплкросс на западе Росса, напротив островов Скай и Разей в 673 году. Как поездка Маэль Рувы в Британию, так и основание Аплкросса описаны в ирландских анналах того времени, что указывает на ту важность, которая этому придавалась.
Гэльское название Аплкросса Комрайх («A 'Chomraich»), то есть «Убежище» (от др.‑ирл. commairge), происходит от неприкосновенных земель, которые окружали монастырь в древние времена. Их границы были отмечены крестами. К сожалению, сохранился лишь один фрагмент из них — на ферме в Камустеррахе, расположенной к югу от деревни Аплкросс. Монастырь св. Маэль Рувы был крупным христианским центром и сыграл важную роль как в распространении христианства, так и гэльской культуры среди пиктов северной Шотландии. Имеются несколько мест, названных в честь Маэль Рувы, таких, как озеро Лох-Мари. В XVII веке в пресвитерии Дингуолла были встревожены сообщениями о ряде ритуалов явно языческого происхождения, как, например, принесение в жертву тельцов, на острове озера Лох-Мари: они были связаны с искажёнными воспоминаниями о Маэль Руве, чьё наследие, возможно, смешалось с древним дохристианским почитанием местного божества.
В Аплкроссе он построил свои церковь и монастырь, главные, какие были на землях пиктов. Оттуда он начал совершать свои миссионерские поездки: в западном направлении — на Скай и Льюис, на восток — в Форрес, Фарр и Кит, на север — до озера Лох-Шин и Дернесса. Согласно местному преданию, во время своей последней поездки он был убит датскими викингами, вероятно, в Тимпулле, примерно в девяти милях от Фарра, где он построил келию. Недалеко от неё он и был похоронен. Его могила до сих пор отмечена «грубым камнем с крестом».
Согласно Абердинскому бревиарию, он был убит в  Аркарте и похоронен в Аберкроссане: вероятно, это ошибка, вызванная путаницей в гэльских названиях мест. В ирландских анналах тех времён — наиболее надёжном источнике — всего лишь официально заявляется, что он «умер» в Апкроссе 80 лет от роду. Два небольших камня на кладбище в Аплкроссе по-прежнему указывают на место, также считающееся его могилой. 722 г. кажется слишком ранним, чтобы приписать гибель святого нападению викингов, так как первые исторически зарегистрированные набеги скандинавов на Великобританию и Ирландию датируют 790-ми годами. Вполне вероятно, что монастырь Аплкросс в какой-то момент в своей истории пострадал от какого-то незарегистрированного нападения, однако преемственность его игуменов перестают регистрировать в ирландских анналах в девятом веке.

## Почитание
Маэль Рува был (после св. Колумбы), пожалуй, самым популярным святым северо-запада Шотландии. Ему посвящена по меньшей мере двадцать одна церковь, и насчитывают около сорока мест, носящих его имя. Его смерть наступила 21 апреля, и в этот день его всегда поминают в Ирландии. Однако, в Шотландии (вероятно, из-за путаницы со св. Руфом) его поминают 27 августа. 5 июля 1898 года Папа Лев XIII восстановил почитание в церкви Шотландии 27 августа. Как уже упоминалось, имя Маэль Рува имело множество искажений. Так в Ките его именуют «св. Руфом», а в других районах Шотландии его имя произносят как «Мари» (также, как и озеро) или «Саммерев» («Summereve») и т. д. Поскольку его поминали 25 августа, народная этимология привела к тому, что некоторые люди путают «Празднование Саммерева» со светской ярмаркой по поводу окончания сезона.